# Richard LaPiere
Richard Tracy LaPiere (5. září 1899 Beloit – 2. února 1986) byl americký profesor sociologie na Stanfordově univerzitě v letech 1929 až 1965. Mezi jeho nejznámější díla se řadí Postoje vs. akce (Attitudes vs. Actions) z roku 1934 nebo také Freudovská etika (The Freudian Ethic), za kterou obdržel Cenu americké akademie umění a věd.

## Životopis
Richard Tracy LaPiere se narodil 5. září 1899 ve městě Beloit ve státě Wisconsin. Ve Wisconsinu se také nachází Stanfordova univerzita, na které Richard LaPiere studoval. Nejprve tam nastoupil na inženýrský obor, ten ale nedokončil. Místo toho se zaměřil na obor ekonomie, z něhož v roce 1926 získal bakalářský titul a následně, o rok později (1927), i titul magisterský. Své studium na Stanfordově univerzitě završil roku 1930 doktorským titulem v oblasti sociologie. Následně v letech 1927 až 1928 pokračoval ve studiu na Londýnské škole ekonomie a politických věd (London School of Economics and Political Science).
Na Stanfordově univerzitě v letech 1929 až 1965 Richard Tracy LaPiere vyučoval sociologii. Mimo jiné také publikoval mnoho sociologických článků a textů v časopisech. Jedním z nejznámějších je článek s názvem Postoje vs. Akce (Attitudes vs. Actions), který se objevil v magazínu Social Forces.
Během své profesní kariéry vyučoval také na Michiganské Univerzitě (University of Michigan), Havajské univerzitě (University of Hawaii), Kalifornské univerzitě (University of Califronia, Los Angeles), Washingtonské univerzitě (University of Washington) a na Albertské univerzitě (University of Alberta).
Dne 31. prosince 1934 se oženil s Helen Halderman LaPiere, se kterou společně procestovali svět. Během následujících let mu lékaři diagnostikovali rakovinu, které dne 2. února 1986 ve věku 86 let podlehl.

## Kariéra
Jako učitel byl velice oblíbený, svým přednesem a důvtipem dokázal studenty zaujmout. Kupříkladu v roce 1938 žáci Stanfordu zpívali parodii písně „You're the Top“ z muzikálu Anything Goes. Jedna část refrénu zněla: „You're the top, you're a LaPiere lecture." („Jsi nejlepší, jsi jako přednáška LaPiera").[zdroj?]
Richard Tracy LaPiere byl rovněž velmi oblíbený mezi svými kolegy na univerzitě, kteří ho dokonce zvolili do spolku Alpha Kappa Delta a do Sociologického výzkumného sdružení (Sociological Research Association). Mimo jiné byl také prezidentem Tichomořské sociologické asociace (Pacific Sociological Association). Během působení Richarda LaPiera na Stanfordově univerzitě katedra sociologie zaznamenala značný rozvoj.

## Díla

### Attitudes vs. Actions (1934)
Nejznámější dílo Richarda Tracyho LaPiera vzniklo roku 1934 a nazývá se Postoje vs. akce (Attitudes vs. Actions), ve kterém LaPiere došel k závěru, že mezi postojem a odpovídajícím jednáním může existovat rozpor. V tomto článku Richard Tracy LaPiere zkoumal, zda předsudky Američanů vůči Číňanům korespondují s jejich reakcí při přímém setkání s čínskými obyvateli. Richard Tracy LaPiere dva roky pozoroval mladý čínský pár, který postupně navštívil 128 restaurací a 66 hotelů. Během tohoto experimentu si LaPiere tajně zapisoval reakce a odpovědi majitelů a zaměstnanců hotelů a restauračních zařízení. Pouze jedno z 251 navštívených zařízení odmítlo mladý pár obsloužit. Na konci svého experimentu se rozhodl poslat všem navštíveným podnikům zprávu s otázkou: “Přijmete příslušníky čínského národa do vašeho podniku?”. Dotazovaní si mohli vybrat mezi odpověďmi “Ano”, “Ne” a “Záleží na okolnostech”. Ze 128 respondentů odpovědělo 92 % ne. Richard Tracy LaPiere tedy dospěl k závěru, že předsudky Američanů vůči Číňanům byly způsobeny především mírou hygieny a způsobem odění, než že by se jednalo o rasovou diskriminaci. Přesvědčil se také o tom, že průzkumy nejsou vhodnou metodou pro zkoumání souvislostí mezi chováním a postoji.

## Díla
- Freudian Ethic (1959) ISBN 0837175437
- Collective Behavior (1938) ISBN 1430481234
- Sociologie (1946)
- Teorie sociální kontroly (1954)
- Sociální změna (1956)
- Son of han (1937)

## Ocenění
- The Freudian Ethic (1959) (cena americké akademie věd)
- When the living strive (1937) (commonwealth medal – 1941)[zdroj?]